# Crash Bandicoot: Warped
Crash Bandicoot: Warped (в Европе называется Crash Bandicoot 3: Warped) — видеоигра в жанре платформера, разработанная Naughty Dog и изданная компанией Sony Computer Entertainment для приставки PlayStation. Это третья игра в серии Crash Bandicoot, после Crash Bandicoot 2: Cortex Strikes Back.
Сюжет игры разворачивается сразу после событий второй игры. Когда обломки космической станции доктора Нео Кортекса падают на Землю, они высвобождают злую сущность, известную как Ука Ука, злого брата-близнеца Аку Аку. Ука Ука объединяется с Кортексом и одержимым временем доктором Нефариусом Тропи, планируя собрать мощные кристаллы, разбросанные во времени, и использовать их энергию для порабощения Земли. Игра сводится к тому, что главные герои, Крэш и Коко Бандикут, путешествуют сквозь время ради того чтобы не дать злодеям собрать кристаллы, собрав их сами.
Crash Bandicoot: Warped была высоко оценена критиками, которые отметили высокое качество её игрового процесса, графики и звука. Игра разошлась тиражом около 6 миллионов экземпляров, став одной из самых продаваемых видеоигр для PlayStation. Игра в Японии превзошла продажи своих предшественниц и стала первой не-японской игрой для PlayStation, продавшейся в стране количеством более миллиона экземпляров. Обновлённая версия вошла в сборник Crash Bandicoot N. Sane Trilogy для PlayStation 4, вышедший в июне 2017 года.

## Игровой процесс

Пример игрового процесса на средневековых уровнях игры Crash Bandicoot: Warped. Ранние уровни по времени суток происходят днём (сверху), а более поздние вечером (снизу).

Crash Bandicoot: Warped представляет собой платформер, в котором игрок управляет Крэшем и Коко Бандикут. Цель игры — собрать 25 кристаллов, разбросанных по различным эпохам, прежде чем это сделают доктор Нео Кортекс и Ука-Ука. Основное действие игры разворачивается вокруг машины времени Time Twisting Machine, которая одновременно является и центральным хабом игры. Эта машина разделена на пять камер, из которых в начале игры доступна только одна. В каждой камере расположено по пять кнопок, активация которых открывает порталы к новым уровням.
Целью прохождения каждого уровня является поиск пурпурного кристалла, который может быть скрыт в любом месте уровня или получен в результате выполнения определённой задачи. Некоторые уровни также содержат «бонусные платформы», ведущие в специальные бонусные зоны с ящиками, которые необходимо уничтожить. Так как в бонусной зоне жизни не расходуются, она может быть повторена многократно, пока не будет пройдёна полностью. После прохождения всех уровней в камере, происходит встреча с боссом. При победе над ним открывается доступ к следующей камере. Игра считается пройденной, когда все 25 кристаллов собраны и все боссы побеждены.
Крэш и Коко начинают игру с пятью жизнями. Жизнь теряется, когда они получают либо удар вражеской атакой, либо получают любой другой урон. За каждые сто «вумпа фруктов» даётся жизнь; также за разламывание специального ящика даётся одна жизнь. В случае потери всех жизней, игра предоставляет возможность продолжить прохождение с последнего сохраненного места. Крэш обладает несколькими способностями, которые помогают ему в борьбе с противниками и преодолении препятствий. Он может прыгать высоко и приземляться на врагов, крутиться как торнадо, чтобы выбивать противников с экрана, и скользить по земле, разбивая при этом определенные объекты. С каждым побежденным боссом способности Крэша улучшаются, давая ему возможность выполнять более мощные атаки и бегать быстрее.
Коробки играют важную роль в Crash Bandicoot: Warped и могут быть уничтожены при помощи различных способностей Крэша. Они часто содержат полезные предметы или служат в качестве пружин для прыжка. Ящики Check Point позволяют игроку вернуться к определённой точке уровня после потери жизни. Прыжок на TNT-ящик инициирует трёхсекундный отсчёт до взрыва, а Nitro-ящики взрываются сразу при любом физическом контакте. Для того чтобы взорвать все Nitro-ящики на уровне, необходимо коснуться стального ящика зелёного цвета с восклицательным знаком; контакт с этим ящиком необходим для получения бесцветного камня уровня, так как Nitro-ящики учитываются в общем количестве разбитых ящиков.
Кроме пурпурных кристаллов можно собирать драгоценные камни. Их всего 45 и они бывают как бесцветными, так и цветными. Камни выдаются в качестве вознаграждения за выполнение определенных условий: сломать все ящики на уровне или успешно завершить секретную область. Особенностью являются цветные камни, которые можно найти только на специальных уровнях, и они позволяют открывать доступ к скрытым областям. В дополнение к этому, предусмотрены реликвии, доступные на уровнях, где уже был получен пурпурный кристалл. Для их получения нужно инициировать режим забега на время, прикоснувшись к плавающему секундомеру в начале уровня и пройдя его за установленное время. В режиме забега на время игроку встречаются желтые ящики с цифрами 1, 2 и 3, которые, при разбитии, останавливают таймер на соответствующее количество секунд. Этот режим позволяет пройти уровень столько раз, сколько потребуется, без потери жизней. В зависимости от скорости прохождения уровня в этом режиме, можно получить одну из трех реликвий: сапфировую, золотую или платиновую. Каждые пять собранных реликвий открывают новый уровень в секретной комнате машины времени. Полное завершение игры предполагает успешное прохождение всех этих уровней.

## Сюжет
В результате крушения космической станции доктора Нео Кортекса на Землю освобождается мощная сущность по имени Ука Ука, стоявшая за предыдущими злодеяниями Кортекса. Ука Ука вновь объединяется с Кортексом и нанимает доктора Нефариуса Тропи, изобретателя машины времени Time Twisting Machine, которая позволяет помощникам Кортекса собирать кристаллы и самоцветы из разных временных эпох. Аку Аку, почувствовав возвращение своего злого брата Ука Ука, сообщает об этом бандикутам и ведет их к Машине Искажения Времени, чтобы они успели собрать кристаллы и самоцветы раньше Кортекса. В путешествии сквозь время Крэш и Коко сталкиваются с такими врагами, как Тайни Тигр, Дингодайл и доктор Н. Джин. Когда Н. Тропи терпит поражение, машина времени начинает разрушаться. В конце концов, после того как все кристаллы и самоцветы собраны и Кортекс вместе с Ука Ука побеждены, машина времени схлопывается, запирая Ука Ука в пространственной тюрьме вместе с Кортексом и Н. Тропи, которые оба превращаются в детей.

## Разработка

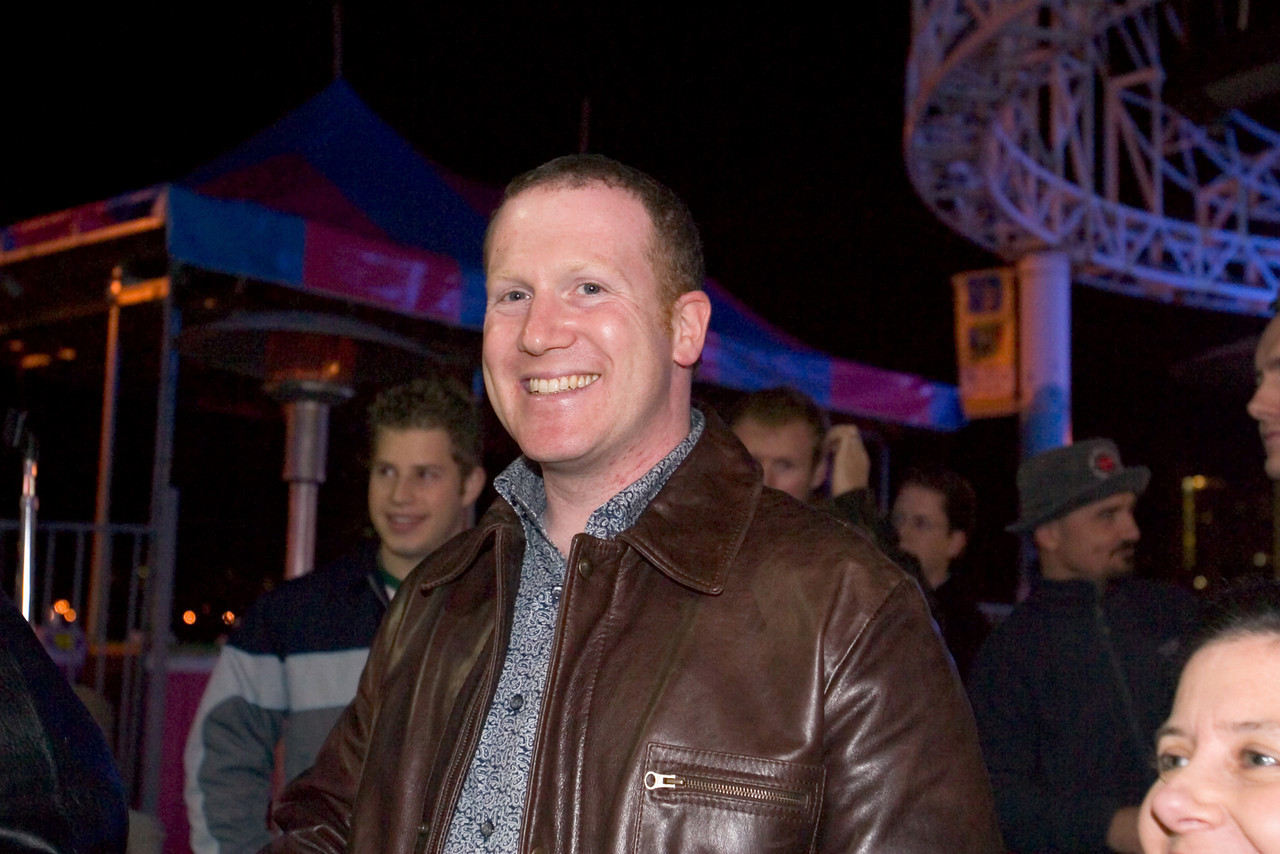
Энди Гавин, программист Naughty Dog

Разработка Crash Bandicoot: Warped началась в январе 1998 года. Команде разработчиков Naughty Dog дали срок всего в десять с половиной месяцев и бюджет в размере 2,2 миллиона долларов. Для реализации игры программисты Энди Гэвин, Стивен Уайт и Грег Оми разработали три новых геймплейных движка. Два из них были созданы для трехмерных уровней с самолётом и гидроциклом, а третий движок создавался для мотоциклетных уровней. Новые движки составили треть игры, в то время как остальная часть игры была основана на движке, который использовался в предыдущих играх. Джейсон Рубин пояснил, что успех двух предыдущих игр обусловил сохранение «классического» игрового процесса, и добавил, что отказ от данного стиля игры привел бы к потере большого числа игроков. Для уровней с гидроциклом и затопленным Египтом был создан специальный плоскостной Z-буфер.
Чтобы вода на соответствующих уровнях выглядела максимально естественной, разработчики наложили на её поверхность карту окружения, отражающую небо. По просьбе продюсеров Sony Computer Entertainment America, Крэшу была добавлена реалистичная тень, которая заменила простой кружок под ним. Чтобы вызвать у игроков «аркадные» впечатления от игры на самолётных уровнях, противники были запрограммированы на заход на игрока в лоб, для того чтобы было достаточно времени среагировать и сбить их. Для мотивации игроков на возвращение в игру после её прохождения была введёна система реликвий, которые выдавались за скоростное прохождение уровней на время.
Саундтрек к игре был спродюсирован Дэвидом Баггеттом и Марком Матьсбоу, и написан Джошем Манкелем из компании Mutato Muzika. Звуковые эффекты были созданы Майком Голлумом, Роном Хорвицем и Кевином Спирсом из Universal Sound Studios. Клэнси Браун озвучил доктора Нео Кортекса и Ука Ука, а Брендан О’Брайен озвучил доктора Н. Джина и Тигра Тайни. Кроме того, Майкл Энсайн озвучил доктор Нефариуса Тропи, Уильям Хуткинс озвучил Дингодайла, а Мел Уинклер озвучил Аку Аку. Небольшая выборка уровней из игры была показана на павильоне Sony во время Electronic Entertainment Expo в Атланте. Примерно в это же время видеоигровые журналисты задавались вопросом, не является ли Crash Bandicoot: Warped не более, чем повторением предыдущих игр. Выход Crash Bandicoot: Warped сопровождался маркетинговыми кампаниями от Sony и Pizza Hut. Японская версия Crash Bandicoot: Warped была одной из первых видеоигр, поддерживающих PocketStation, периферийное устройство, которое загружает мини-игры из игр PlayStation. Играбельная демонстрационная версия игры Spyro the Dragon от Insomniac Games присутствует в финальной игре и доступна после ввода кода на заглавном экране.

### Дизайн персонажей и уровней
Американский художник Чарльз Зембиллас, который был дизайнером персонажей и арт-директором предыдущих двух игр, повторил свою роль и в Crash Bandicoot: Warped. Ука Ука был создан как существо, которое могло бы заставить доктора Нео Кортекса трястись в страхе. Скетчи, изображающие Кортекса, молящего о прощении, вдохновили анимационную сцену в начале игры. Поскольку сюжет игры касается путешествий во времени, был сделан концепт доктора Нефариуса Тропи. Первые наброски Тропи были нарисованы Зембилласом в январе 1998 года. Личная машина времени Тропи была концептуализирована на ранних зарисовках, и изначально выглядела как напоясное приспособление с цифровым дисплеем, который показывает год, в который Тропи собирается отправиться. В итоге ему была сделана поршневая дымящая машина времени, созданная для того, чтобы отразить его нездоровую одержимость временем. Дингодил был концептуализирован сотрудником Naughty Dog Джо Лаббе, который попросил персонажа, гибрида динго и крокодила. Зембиллас нарисовал первые скетчи Дингодиля 4 февраля 1998 года. В различные моменты персонаж поочерёдно носил шляпу австралийского стиля, имел «причёску из потрескавшихся волос» и ходил на четвереньках. В Naughty Dog первоначально хотели, чтобы Дингодиль был огнедышащим персонажем, прежде чем Зембиллас предложил дать ему огнемёт, чтобы сделать его «намного интереснее». Окончательные эскизы Дингодиля были сделаны 12 февраля 1998 года.
Тематика «путешествия во времени вокруг мира» игры Crash Bandicoot: Warped позволила художникам Naughty Dog выйти за пределы ограничений, наложенных островным сеттингом предыдущих игр; каждая временная тема имела свою особую палитру и архитектуру. Дабы продемонстрировать влияние цвета на атмосферу уровней, были нарисованы эскизы, такие как арабские или средневековые, и затем были перекрашены для изменения отображаемого времени суток из дня в ночь. В Naughty Dog хотели визуально отделить Crash Bandicoot: Warped от предыдущих игр путём «открытия» среды и позволив игру делать более дальнюю прорисовку без тумана; например, чтобы создать впечатление бесконечных холмов и дальних замков в средневековых уровнях, были добавлены уровни детализации путём включения новых технологий в игровой движок и изменив механизм сбора фоновых элементов. Самые детализированные текстуры Crash Bandicoot: Warped расположены на уровнях египетской гробницы в виде декоративных картин. Чтобы бесконечное шоссе на мотоциклах не было скучным, к пейзажам добавились дорожные детали, такие как кактусы и телефонные столбы. Кроме того, далёкие мезы были добавлены, чтобы помочь разбить горизонт. Дабы придать пустынной дороге какой-то характер, на обочину были добавлены автозаправочные станции и обеденные залы, чтобы вызвать атмосферу «1950-х годов в Америке». Великая китайская стена изображена на этапе строительства, чтобы добавить некоторое визуальное разнообразие и обеспечить игровые препятствия. Первоначальные идеи для этапа затонувшей Атлантиды варьировались от древнего римского города в руинах до высокотехнологичного затопленного города инопланетного происхождения.
Когда для Коко Бандикут разрабатывали компаньона для китайских уровней, было решено, что нужно «симпатичное и привлекательное существо», соответствующие китайской теме. Первоначально планировался медвежонок панды, но в итоге был отклонён из-за сходства с полярным медвежонком из Crash Bandicoot 2: Cortex Strikes Back. В качестве альтернативы был выбран тигрёнок, Пура. При создании сцен преследований на доисторических уровнях был добавлен миньон доктора Кортекса, сидящий верхом на звере. Всякий раз, когда трицератопсы застревали, они скидывали миньона. Всадник в итоге был удалён по техническим причинам. Детёныш тираннозавра, на котором Крэш катается в доисторических уровнях, был нарисован с куриными пропорциями художником Naughty Dog, Бобом Рафей. Акула с подводных уровней была первой моделью Джейсона Рубина, сделанной в PowerAnimator. Модель изначально была сделана для первой игры серии, Crash Bandicoot, но не была использована до Crash Bandicoot: Warped.

## Критический приём
| Сводный рейтинг       | Сводный рейтинг |
| Агрегатор             | Оценка          |
| --------------------- | --------------- |
| GameRankings          | 89,07 %         |
| Metacritic            | 91/100          |
| Иноязычные издания    |                 |
| Издание               | Оценка          |
| AllGame               | [ 33 ]          |
| GamePro               | 5/5             |
| GameRevolution        | B+              |
| GameSpot              | 8,9/10          |
| IGN                   | 9,1/10          |
| OPM                   | 5/5             |
| Русскоязычные издания |                 |
| Издание               | Оценка          |
| «Страна игр»          | 7,5/10          |
| OPM Russia            | 8,0/10          |

Crash Bandicoot: Warped получило признание критиков. Джонни Баллгейм из GamePro пришёл к выводу, что игра «очень сильный кандидат на игру года для PlayStation» и что «„шумный“ геймплей будет занимать вашу голову днями». Official U.S. PlayStation Magazine счёл игру «лучшим 2,5-мерным платформером, выпущенном когда-либо». Райан Макдональд из GameSpot сказал, что Crash Bandicoot: Warped «однозначно лучший Крэш пока что», описал как все аспекты в игре превосходят предыдущие игры серии, и пришёл к выводу, что игра была «самым интересным 3D-платформером, с которым я столкнулся за долгое, долгое время». Марк Кук из Game Revolution назвал игру «шквалом хороших вещей» и сказал, что все элементы игры «прекрасно сочетаются». Скотт Алан Марриотт из Allgame счёл игру «настолько впечатляющей, что вам нужно следить за тем, чтобы вы держали одну руку под своей челюстью, дабы она не падала на пол».
Борис Романов из Страны Игр поставил игре 7,5 баллов из 10, отметив что «с технической стороны к игре никаких претензий нет вообще», отметил как недостаток «механизированный и монотонный игровой процесс, практически полное отсутствие какой-либо оригинальности и полёта фантазии», и резюмировал, что это «высококачественная работа ремесленников от видеоигр, способная удовлетворить все ваши потребности». Алексей Пожарский в журнале Великий Dракон очень высоко оценил игру, дав ей следующую характеристику: «Графика? Грандиозная. Музыка? Профессиональная. Игра? Великая».
Графика игры была высоко оценена критиками. Джонни Баллгейм оценил графику игры как «невероятно чистую» и «детальную», отметив воду на уровнях с гидроциклом как имеющую «самые реалистичные волны среди любых игр на PlayStation, которые мы видели до сих пор». Рэнди Нельсон назвал игру «потрясающе великолепной», пояснив, что «текстуры безупречны, анимации первоклассны, а спецэффекты это нечто». Райан Макдональд назвал игру «одной из самых красивых игр на PlayStation когда-либо», сославшись на «гладкую» анимацию персонажа, «яркие» и «красочные» пейзажи, «великолепные» световые эффекты и «освежающе быструю и стабильную» частоту кадров. Марк Кук похвалил «гладкую» и «мультяшную» анимацию игры как «линию, которую не превзошла никакая другая игра» и её «безграничную» дистанцию рендеринга, и «красивые» 3D-модели как «вершину рендеринга PlayStation». Однако он подверг критике отсутствие посмертных анимаций для игровых противников. Скотт Алан Марриотт описал графику как «невероятную» и сказал, что «всё кристально чистое, красочное, плавно анимированное и чрезвычайно подробное».
Озвучивание игры также получило высокую оценку. Джонни Баллгейм сказал, что звук «прокачивает вас на игру, особенно злые барабаны, которые бьют, когда вы бежите по уровню с маской неуязвимости». Он также положительно отметил другие звуковые эффекты, такие как «кипящую лаву», «бушующих птеродактилей», и прокомментировал «смешное киношное озвучание». Рэнди Нельсон положительно отметил улучшение музыкального разнообразия игры по сравнению с предыдущей игрой серии, Crash Bandicoot 2: Cortex Strikes Back. Райан Макдональд похвалил музыку, звуковые эффекты и голосовую озвучку как «выдающиеся» и «очень хорошо сделанные», и отметил, что движение ртов персонажей «почти идеально соответствует их озвучке». Марк Кук сказал что голосовая озвучка в игре эмоционально «чрезмерно преувеличенна» и «похожа на озвучку хороших мультфильмов, а иногда и даже лучше», и отметил «одинаково мультяшный» аспект музыки. Скотт Алан Марриотт назвал озвучку во всей игре «пятизвёздочной» и заметил, что музыка «отлично передаёт сеттинг уровней».
На июль 2017 года Crash Bandicoot: Warped продалась по всему миру в количестве 7.13 миллионов экземпляров. Успех игры привёл к её переизданию в линейках Sony Greatest Hits 23 августа 1999 года и Platinum Range в 2000 году. Crash Bandicoot: Warped в Японии стала бестселлером, и была первой неяпонской игрой для PlayStation, которая получила «Платиновый приз» в Японии за продажи более одного миллиона экземпляров.